# كيك شميت

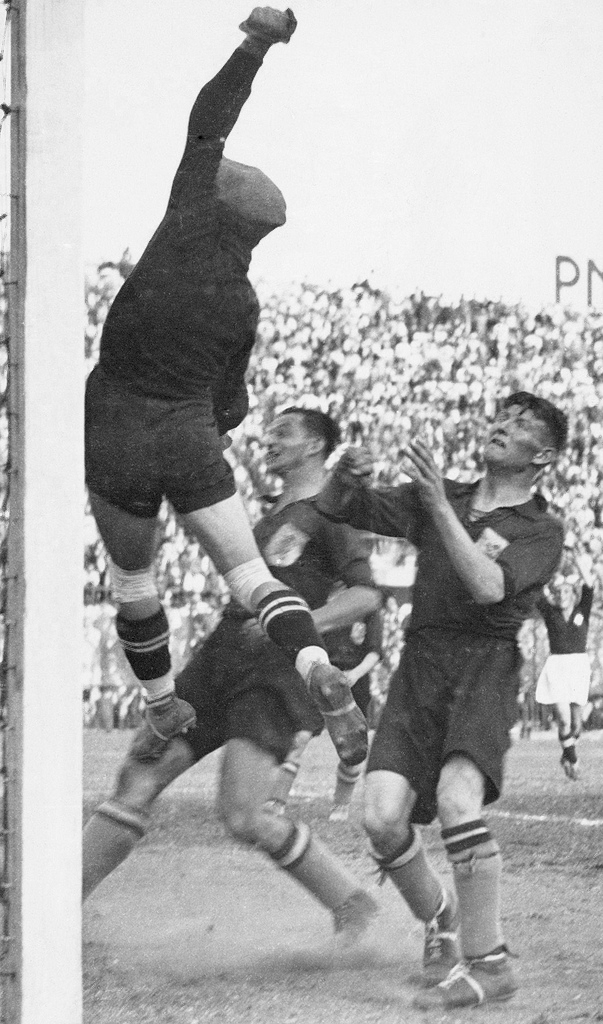

يوهانز تشريشوستوموس شميت (بالهولندية: Kick Smit) (3 نوفمبر 1911 - 1 يوليو 1974) لاعب كرة قدم هولندي راحل كان يجيد اللعب في خط الهجوم.
لعب طوال مسيرته الرياضية في أندية هارلم (1933-1955).
مثل منتخب هولندا في 29 مباراة مسجلا 26 هدف (1934-1946). شارك مع منتخب هولندا في بطولة كأس العالم 1934 في إيطاليا حيث خرج من الدور الثمن النهائي وفي بطولة كأس العالم 1938 في فرنسا حيث خرج من الدور الثمن النهائي أيضا.

## وصلات خارجية
- كيك شميت على موقع الاتحاد الدولي (مؤرشف)  (الإنجليزية)
- كيك شميت على موقع قاعدة بيانات كرة القدم.إي يو (الإنجليزية)
- كيك شميت على موقع ناشيونال فوتبول تيمز (الإنجليزية)
- كيك شميت على موقع عالم كرة القدم.نت (الإنجليزية)

- هذا سيرة ذاتية